# 华东理工大学
华东理工大学，简称华理，创建于1952年，是中华人民共和国教育部直属的一所具有理工特色，覆盖理学、工学、农学、医学、法学、管理学、经济学、文学、哲学、教育学、艺术学等11个学科门类的一所中国重点大学。
其办学历史可追溯到100多年前的南洋公学和震旦学院，由交通大学（上海）、震旦大学（上海）、大同大学（上海）、东吴大学（苏州）、江南大学（无锡）等校化工系在1952年全国院系调整时合并组建而成，1993年2月更为现名。现拥有徐汇、奉贤、金山科技园三大校区。

## 历史沿革

### 华东化工学院初期（1952-1972）
1952年10月，华东军政委员会决定成立华东化工学院，由交通大学（上海）、震旦大学（上海）、大同大学（上海）、东吴大学（苏州）、江南大學（无锡）5所高校的化工系合并而成，创建了中国第一所单科性化工院校——华东化工学院。校址暂设在上海市政法路195号原同济大学理学院。华东化工学院建校筹备小组（后改称建校委员会）随之成立，并邀请了华东师范大学和同济大学的代表参加筹备小组。1952年10月25日，华东化工学院举行了第一学期开学典礼。
1953年3月开始兴建梅陇校区，同年9月山东工学院化工系调整并入，1954年9月华南工学院无机物工学专业调整并入。1956年11月被定为全国首批招收（副博士）研究生的学校之一，同月学校首次招收外国留学生。1958年9月首次招收工农预科。
1960年10月被中共中央确定为直属教育部的全国重点高校。1965年1月，中国共产党中央、国务院决定在中国内地三线城市建设华东化工学院、北京大学、清华大学、南京大学4所重要大学分校，华东化工学院在四川自贡建设西南分院，简称“652”工程。1969年10月，经国务院同意，学校划归上海市领导。1972年开始招收工农兵学生。

### 上海化工学院时期（1972-1980）
1972年8月，中共上海市委决定，学校更名为上海化工学院，西南分院同时更名为上海化工学院四川分院。1973年1月，上海科技大学生物催化专业和上海财经学院部分教师调入上海化工学院。1977年12月恢复高考，学校再次招收本科生和研究生。1979年7月，经国务院批准，停办上海化工学院四川分院，原校址改办四川化工学院。

### 华东化工学院后期（1980-1993）
1980年8月，教育部批准学校恢复华东化工学院原名。1981年11月，经国务院批准，学校首次招收博士研究生，设化学工程等5个博士学位授予点。1985年11月，学校首次建立化学工程和工业化学博士后流动站。1988年10月，学校成为国家教委3所综合改革试点高校之一。1989年2月，学校与部分重点工科大学发起成立“全国16所工科重点大学科技工作研讨会”。1991年，学校获批全国第一个生物化工博士点。

### 华东理工大学初期（1993-2016）
1993年经国家教委批准，更名为华东理工大学。1995年12月4日，国家教育委员会与中国石油化工总公司签约，决定共建共管华东理工大学。1996年6月，学校进入国家“211工程”重点建设行列。同年，上海石油化工高等专科学校并入华东理工大学，成立华东理工大学石油化工学院（后改建制为华东理工大学金山校区)。1997年10月，国家教育委员会、上海市人民政府共建共管华东理工大学。2000年经教育部批准建立研究生院。2001年，学校首批建立国家技术转移中心。2003年，学校被批准为国家首批实施自主招生改革的高校。2004年4月，学校开始建设奉贤新校区，占地1544亩，计划兴建各类建筑64万平方米，已于2007年7月投入使用。2005年华东理工大学科技园建立。2006年学校入选“高等学校学科创新引智计划”（111计划）。
2008年4月，学校在教育部普通高等学校本科教学工作水平评估中获评“优秀”。同年获批建设“煤的清洁高效利用与石油化工关键技术”985创新平台优势学科创新平台项目。2009年成为全国60所“国家建设高水平大学公派研究生项目”签约院校。2012年，华东理工大学牵头组建替代石油路线大型化工过程与装备技术协同创新中心。2013年参与组建了盐湖资源化学与过程工程协同创新中心，获青海省政府认定并立项建设。2014年学校入选“高等学校创新能力提升计划”（2011计划）， 参与浙江大学牵头的煤炭分级转化清洁发电协同创新中心的组建；自主牵头设立替代石油路线大型化工过程与装备技术协同创新中心，后更名为煤基能源化工协同创新中心；并参与先进磷化工技术与装备协同创新联盟的设立。同年，华东理工大学化学工程与工艺专业成为大陆高校中首个通过ABET认证的专业，ABET认证有效期长达9年时间，截止到2020年9月30日。2015年12月，学校获批全国第一个生物工程一级学科博士学位授权点。

## 近期发展
2017年，华东理工大学的化学、材料科学与工程、化学工程与技术学科进入世界一流建设学科名单。。同年费林加诺贝尔奖科学家联合研究中心宣布成立，中方主任由中科院院士田禾担任，外方主任由荷兰格罗宁根大学的费林加教授担任；联合中心获得上海市重大科技专项资助
2019年，入选教育部的前沿科学中心项目-材料生物学与动态化学。。同年与法国化学工程师院校联盟及雷恩国立高等化工学校合作创建华东理工大学国际卓越工程师学院。
2020年，入选国家自然科学基金委的基础科学中心项目- 物质转化制造过程智能优化调控机制。
2021年, 获批建设基础学科拔尖学生培养试验计划，简称“珠峰计划”的2.0基地（2020年度第二批）- 化学拔尖学生培养基地。 。
参加由华东师范大学领衔的上海市市级科技重大专项“超限制造”项目。
2022年，华东理工大学的化学、材料科学与工程、化学工程与技术学科再次进入世界一流建设学科第二轮名单。同年再次入选国家自然科学基金委的基础科学中心项目- 抗骨衰老的生物材料与技术。
2023年，由华东理工大学牵头组建的国家流程制造智能调控技术创新中心（以下简称“流程制造国创中心”）获科技部批复。参加由上海交大牵头的上海市级科技重大专项“可再生合成燃料基础理论与关键技术”项目。同时入选上海市第二批基础特区项目-上海市碳中和基础研究特区项目。。同年学校获批教育部“氢能绿色制造与利用关键核心技术集成攻关大平台。

## 历任校长
| 姓名   | 任期                  |
| ------ | --------------------- |
| 张江树 | 1952年12月－1981年2月 |
| 朱正华 | 1981年2月－1985年9月  |
| 陈敏恒 | 1985年9月－1994年2月  |
| 王行愚 | 1994年2月－2004年6月  |
| 钱旭红 | 2004年7月－2015年3月  |
| 曲景平 | 2015年3月－2020年12月 |
| 轩福贞 | 2020年12月－至今      |

## 校区概况

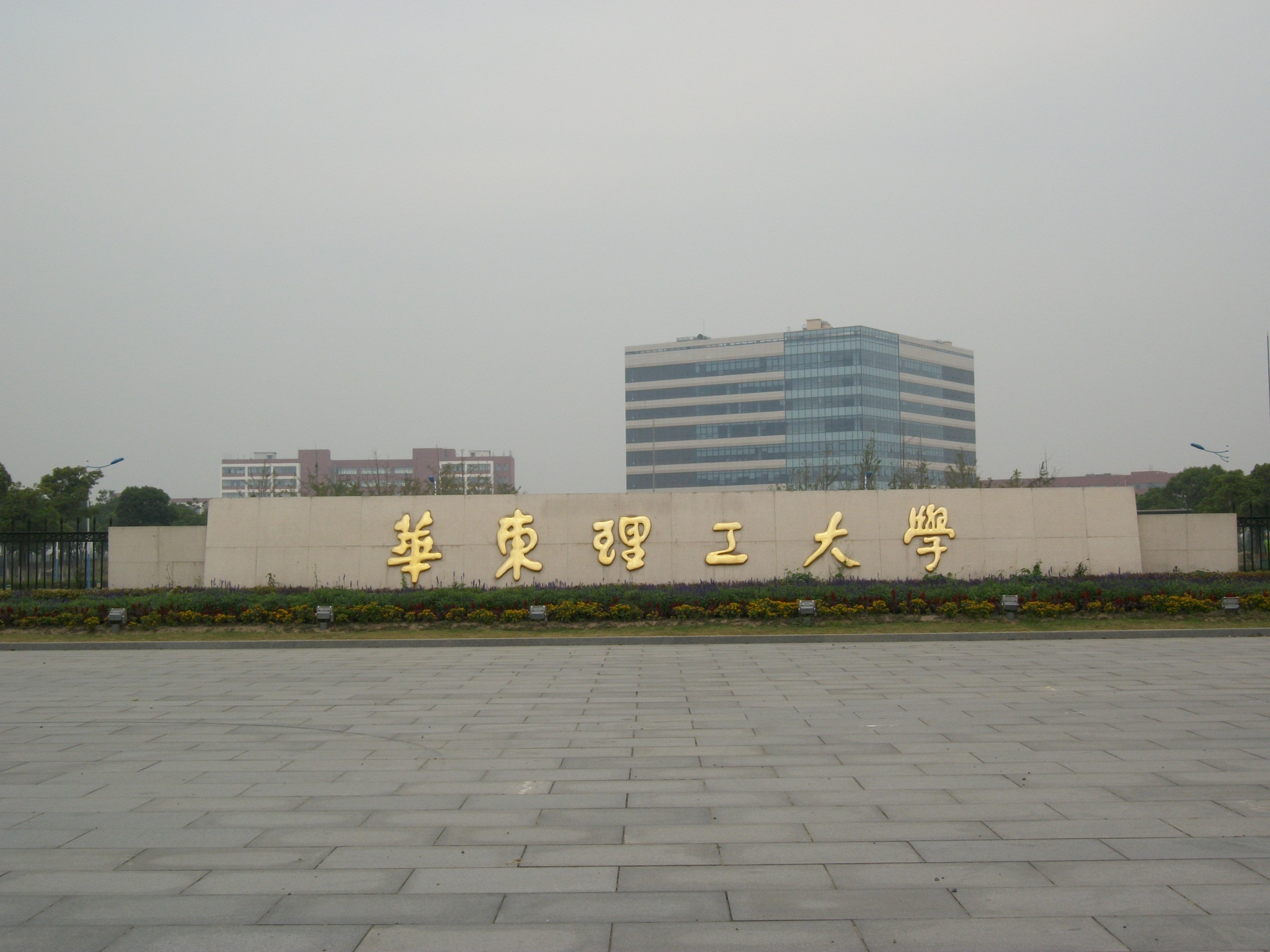
华东理工大学奉贤校区正门

学校现有徐汇校区、奉贤校区和金山科技园区。

### 徐汇校区

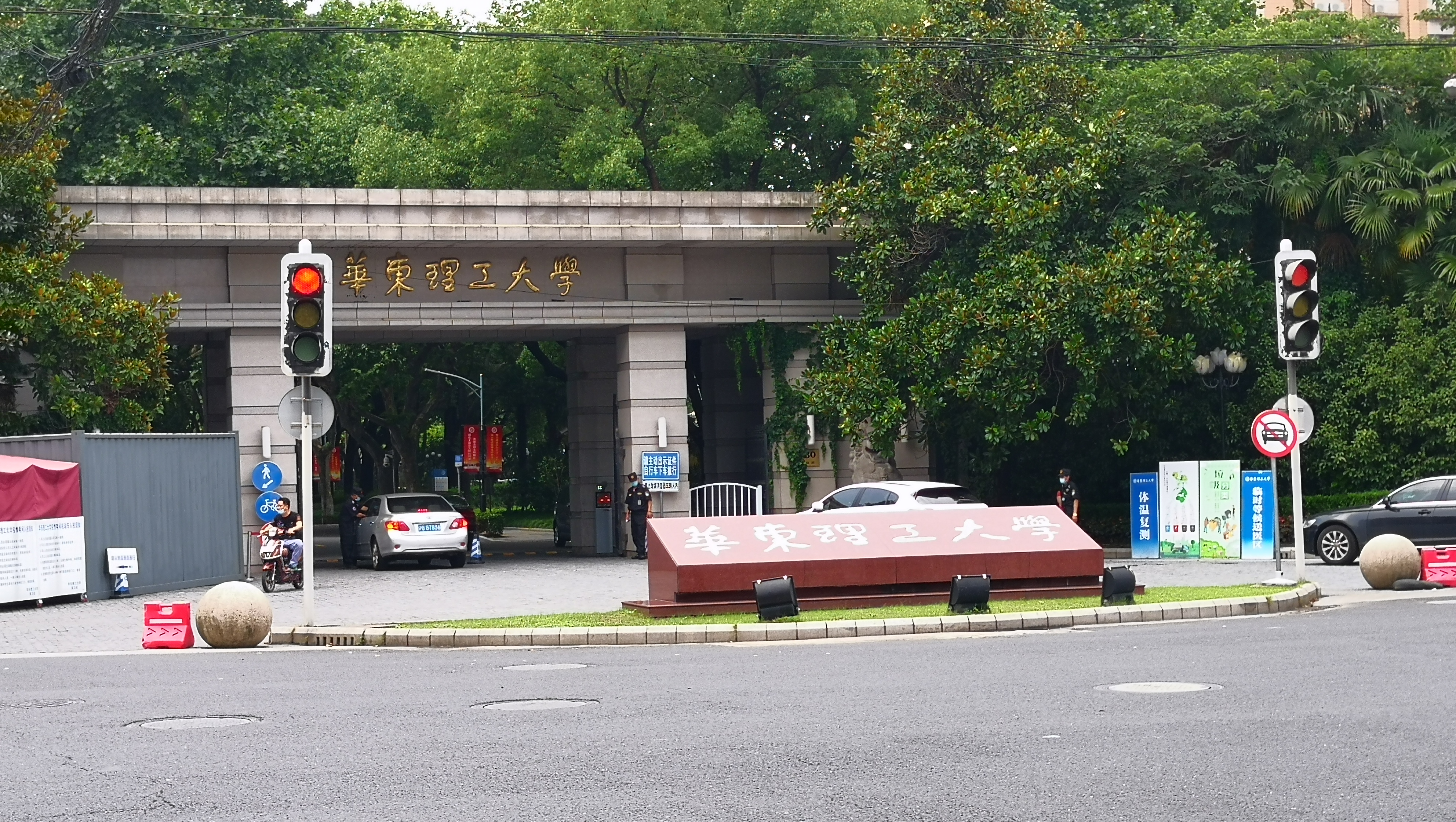
华东理工大学徐汇校区正门

位于上海市梅陇路130号（邮政编码：200237）。目前为学校的主校区，占地868.74亩，各类建筑面积近41.3524万平方米，其中教室5.6614万平方米、实验室11.8519万平方米、学生宿舍21幢11.7131万平方米，可容纳学生15000人。

### 奉贤校区
位于上海市奉贤区海思路999号（邮政编码：201424）。占地1544.3亩，2007年9月正式启用，已进驻一二年级及部分三年级本科学生。现完成工程31.1839万平方米，拟建各类建筑60余万平方米，全部建成后将容纳学生2万人。

### 金山科技园区
位于上海市金山区学府路1000号（邮政编码：201512）。占地239.2亩，各类建筑面积9.9890万平方米，现发展成为国家大学科技园金山科技园。

## 教学与科研

### 学科分布
学校学位授权点覆盖了理、工、农、医、经、管、文、法、艺术、哲学、教育等11个学科门类，38个一级学科。有72个本科专业（其中，中外合作办学专业7个，第二学士学位专业1个)，一级学科硕士学位授权点31个，二级学科硕士学位授权点129个；硕士专业学位授权点17个；一级学科博士学位授权点18个，博士专业学位授权点5个；博士后科研流动站14个。

#### 院系设置
| 学院               | 系                   |
| ------------------ | -------------------- |
| 化工学院           | 化学工程系           |
| 化工学院           | 产品工程系           |
| 化工学院           | 石油加工系           |
| 生物工程学院       | 生物工程系           |
| 生物工程学院       | 应用生物学系         |
| 生物工程学院       | 食品科学与工程系     |
| 化学与分子工程学院 | 化学系               |
| 化学与分子工程学院 | 精细化工系           |
| 药学院             | 药物科学系           |
| 药学院             | 制药工程系           |
| 材料科学与工程学院 | 高分子材料系         |
| 材料科学与工程学院 | 无机材料系           |
| 材料科学与工程学院 | 集成电路材料系       |
| 信息科学与工程学院 | 自动化系             |
| 信息科学与工程学院 | 计算机科学与工程系   |
| 信息科学与工程学院 | 电子与通信工程系     |
| 机械与动力工程学院 | 机械工程系           |
| 机械与动力工程学院 | 动力工程及过程机械系 |
| 机械与动力工程学院 | 材料与装备工程系     |
| 外国语学院         | 英语系               |
| 外国语学院         | 日语系               |
| 外国语学院         | 德语系               |
| 社会与公共管理学院 | 社会学系             |
| 社会与公共管理学院 | 社会工作系           |
| 社会与公共管理学院 | 行政管理系           |
| 社会与公共管理学院 | 公共管理系           |
| 艺术设计与传媒学院 | 工业设计系           |
| 艺术设计与传媒学院 | 艺术设计系           |
| 艺术设计与传媒学院 | 传媒系               |
| 艺术设计与传媒学院 | 风景园林系           |
| 资源与环境工程学院 | 环境工程系           |
| 资源与环境工程学院 | 能源化工系           |
| 数学学院           | 数学系               |
| 物理学院           | 物理系               |
| 法学院             | 法律系               |
| 体育科学与工程学院 | 公共体育系           |
| 商学院             | 管理科学与工程系     |
| 商学院             | 工商管理系           |
| 商学院             | 经济学系             |
| 商学院             | 会计学系             |
| 商学院             | 金融学系             |
| 国际卓越工程师学院 |                      |
| 中德工学院         |                      |
| 马克思主义学院     |                      |

### 国家重点实验室

#### 生物反应器工程国家重点实验室
实验室主要从事生物反应器工程的基础与应用基础研究，其前身可以追溯到中国最早的抗生素制造工学专业（华东化工学院，1955）和生化工程专业（1980），1992年成为中国国内第一个获得生物化工博士点授予权的单位。实验室在工业发酵过程技术、生物催化与生物转化技术、海洋生物技术、生物能源与生物炼制技术以及生物检测与系统工程技术领域具有独特的优势，2001年、2006年和2011年三次通过国家评估，成绩良好。2016年生物和医学领域国家重点实验室评估中获得优秀。

#### 化学工程国家重点联合实验室
化学工程联合国家重点实验室，也称化学工程国家重点联合实验室，于1987年批准建设，1991年建成并运行，由清华大学、浙江大学、天津大学和华东理工大学四个分室组成。
化学工程联合国家重点实验室（华东理工大学）的主体是1983年由国家教委和中国石化总公司批准成立的华东理工大学联合化学反应工程研究所。主要研究方向是化学反应工程，内容包括反应动力学、流体力学实验与模拟、反应器/反应过程模型化、控制和优化、反应过程强化、材料的物理/化学加工等。

### 国家重点建设学科
- 一级学科

化学工程与技术
- 二级学科

化学工程、化学工艺、生物化工、应用化学、工业催化、化工过程机械、控制理论与控制工程、材料学（培育）
- 上海市重点学科

化学工程、生物工程（包括生物化工）、应用化学、材料学、发酵工程、化工过程机械、环境工程、控制理论与控制工程、农药学、社会学

### 世界一流学科 ( 2017 and 2022 )
- 化学工程与技术
- 化学
- 材料科学与工程

### 特色专业
化学工程与工艺、应用化学、生物工程、过程装备与控制工程、制药工程、高分子材料与工程

### 科研经费
- 科研经费逐年增加，2001年超过1亿，2004年超过2亿，2008年达到3.5亿。

### 技术成果
- 技术转移与产学研合作方面特色鲜明，处于全国领先地位。加盟了“新一代煤（能源）化工”、“汽车轻量化”、“抗生素”  、“盐湖资源综合利用”、“氟化工” 等国家、地方技术创新战略联盟。
- 学校有8个国家级研究基地、16个省部级研究基地、2个国际合作科研基地、51个校级研究所（中心）
- 建有国家大学科技园，是全国6所首批建立国家技术转移中心的高校之一
- 取得新型水煤浆气化技术、粉煤加压气化技术、大型聚酯装置成套技术、大型石化装置先进控制与优化技术、大型甲醇合成技术、水氯镁石先进脱水工程技术、含氟芳香精细化学品及氟化试剂的先进制备技术、有机荧光功能材料、新型自控发酵罐、承压设备及系统安全技术、石油焦化污水封闭分离成套技术等一批重大创新成果，一批行业共性、关键技术的大规模产业化推广应用取得了重大的经济和社会效益。
- 美国最大的炼油企业Valero公司进行的“石油焦气化技术”实施许可，标志着中国大型化工成套技术首次向美国等发达国家实施技术转移，也是中国高校迄今为止获得的最高海外技术许可费用项目。

## 知名校友

### 学界校友
- 陈敏恒，化学工程专家，原中国科学院院士
- 于遵宏，多喷嘴对置式气化技术专家
- 张嗣良，发酵工程专家
- 李楠，耐火材料专家
- 王錦山，ATRP发明人、科技创业家

- 杨胜利，中国工程院院士
- 顾真安，中国工程院院士
- 蒋士成，中国工程院院士
- 舒兴田，中国工程院院士
- 袁渭康，中国工程院院士
- 钱旭红，中国工程院院士
- 钱锋，中国工程院院士
- 蒋剑春，中国工程院院士
- 涂善东，中国工程院院士

- 朱道本，中国科学院院士
- 周俊， 中国科学院院士
- 苏元复，中国科学院院士
- 胡英， 中国科学院院士
- 周其林，中国科学院院士
- 田禾， 中国科学院院士
- 南策文，中国科学院院士
- 沈寅初，中国工程院院士
- 颜德岳，中国科学院院士
- 李永舫，中国科学院院士
- 俞大鹏，中国科学院院士
- 刘昌胜，中国科学院院士
- 蒋华良，中国科学院院士
- 谢在库，中国科学院院士

### 政界校友
- 成思危，原全国人大常委会副委员长、原民建中央前主席，华东理工大学名誉校长，中国科学院研究生院管理学院院长及学术委员会主任
- 顾传训，原上海市副市长
- 夏克强，原上海市副市长
- 阳安江，原北京市政协主席
- 王基铭，中国工程院院士、原中国石油化工股份有限公司总裁
- 章建华，中国石油天然气集团公司 前总经理 ， 现任国家能源局局长
- 高云龙，全国政协副主席、全国工商联主席、光大集团股份公司总经理
- 杲云，上海市黄浦区区委书记